# Circe Maia

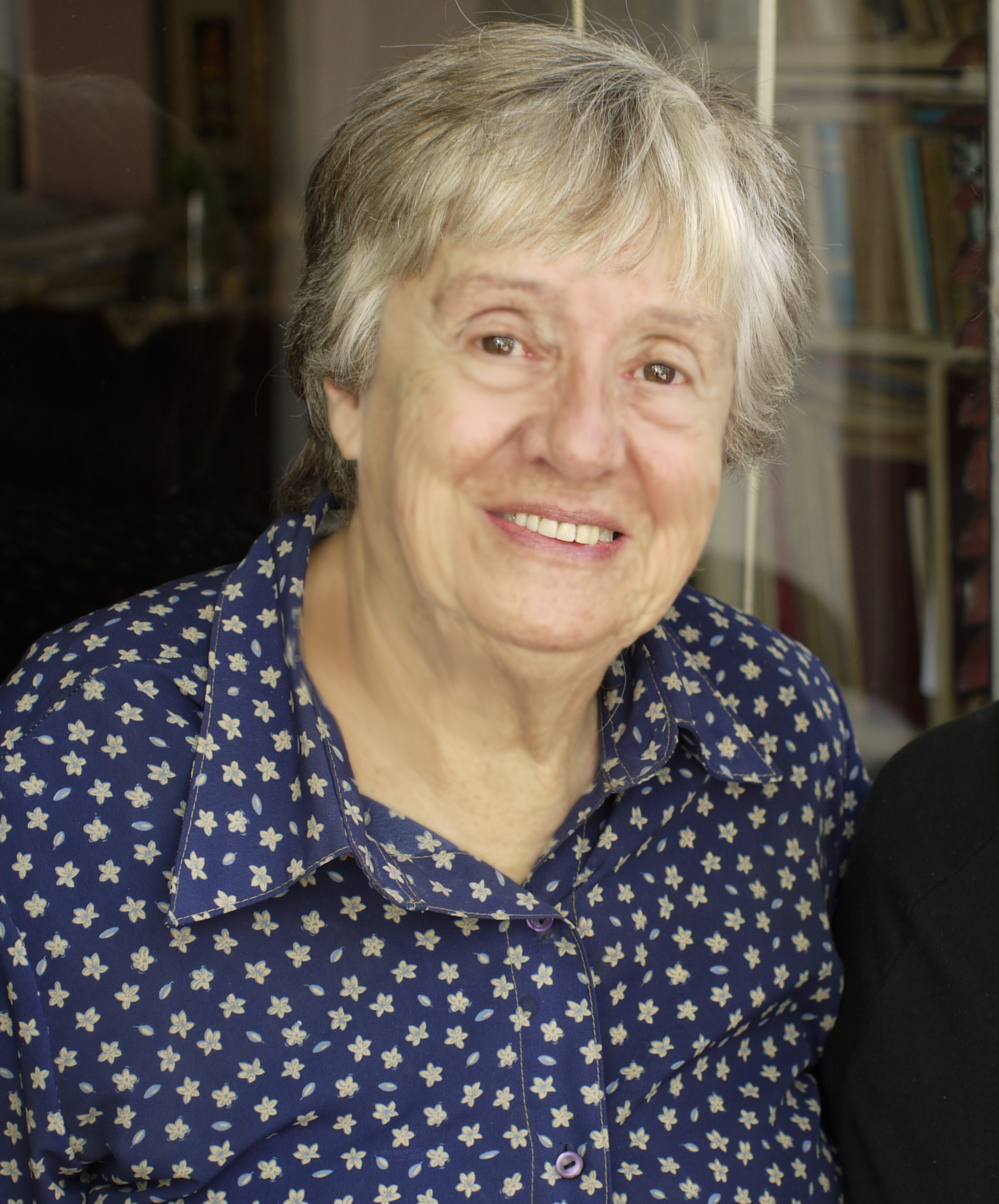
Circe Maia, 2014

Circe Maia (* 29. Juni 1932 in Montevideo, Uruguay) ist eine uruguayische Schriftstellerin.
Aufgewachsen in den ersten sieben Lebensjahren in Tacuarembó, kehrte die Tochter des 1983 verstorbenen Notars Julio Maia und der María Magdalena Rodríguez anschließend in ihre Geburtsstadt Montevideo zurück. Sie hat eine Schwester namens Isis Abigail und einen bereits im Alter von 24 Jahren infolge eines Unfalls verstorbenen Bruder mit Namen Julio César (Lucho). Bereits im Alter von elf Jahren verfasste Circe Maia 1944 den Gedichtband Plumitas. Maia studierte in den 1950er Jahren am Instituto de Profesores Artigas (IPA) und der Facultad de Humanidades y Ciencias der Universidad de la República. 25-jährig heiratete sie Ariel Ferreira. Aus der Ehe gingen sechs Kinder und bislang acht Enkel hervor. 1960 trat sie der von Nancy Barcelo geleiteten Gruppe Siete Poetas Hispanoamericanos (Sieben Lateinamerikanische Dichter) bei. 1962 unterbrach sie ihr Studium, kehrte nach Tacuarembó zurück und nahm eine Tätigkeit als Lehrerin für Philosophie an einer weiterführenden Schule auf. In der Frühphase der beginnenden Diktatur in Uruguay wurde ihr Mann 1972 vom Militär verhaftet und verbrachte zwei Jahre im Gefängnis. 1976 musste sie ihre Lehrtätigkeit aufgeben, die sie 1985 nach Wiederherstellung der Demokratie wieder aufnahm und bis 2001 fortsetzte. Jedoch gibt sie nach wie vor Englischunterricht in einer privaten Bildungseinrichtung. Die ihr oktroyierte berufliche Pause nutzte sie, um ihre Englisch- und Französisch-Kenntnisse auszubauen und auch modernes Griechisch zu erlernen. 1983 verlor sie eines ihrer Kinder 18-jährig bei einem Verkehrsunfall. Maia veröffentlichte überwiegend Gedichte, 1986 erschien dann mit Destrucciones ihr erstes Prosa-Werk. Im darauffolgenden Jahr schloss sich mit Un viaje a Salto ihre zweite Veröffentlichung dieser Art. Letzteres wurde von Stephanie Stewart ins Englische übersetzt und ist 2004 als zweisprachige Ausgabe A Trip to Salto in Chicago bei Swan Isle Press erschienen. 2002 erhielt Circe Maia den Ersten Preis des uruguayischen Bildungs- und Kulturministeriums für das 2001 erschienene Breve sol. Maias Werke wurden teils in Englisch, Italienisch, Portugiesisch und Schwedisch übersetzt.

## Werke
- Plumitas (1944)
- En el tiempo  (1. Auflage 1958, 2. Auflage 1975)
- Presencia diaria (1964)
- El puente (1970)
- Cambio, permanencias (1. Auflage 1978, 2. Auflage 1990)
- Dos voces (1981)
- Destrucciones (1986)
- Un viaje a Salto (1. Auflage 1987, 2. Auflage 1992)
- Superficies (1990)
- Círculo de luz, círculo de sombra (1996), Anthologie ihrer Werke auf Schwedisch
- De lo visible (1998)
- Breve sol (2001)
- Obra poética (2007)